# S-Bahn de Vienne
La S-Bahn de Vienne (pour Schnellbahn) est un réseau express régional desservant la ville de Vienne en Autriche. Il est exploité par la compagnie des chemins de fer fédéraux autrichiens.

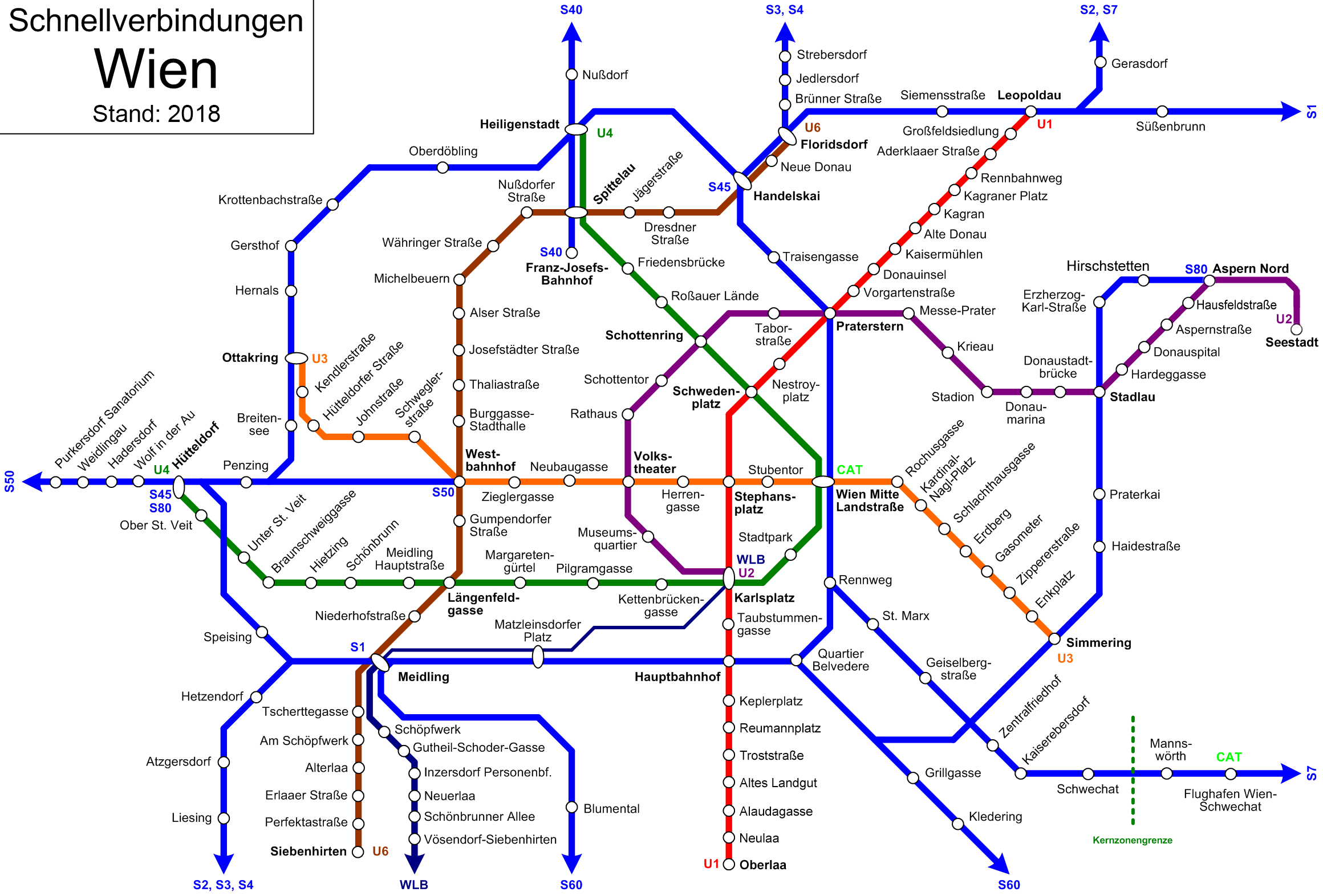
Le réseau de transport de Vienne

Le réseau de S-Bahn est complété par un réseau de métro, le U-Bahn, qui assure un maillage plus fin de la ville, et par un réseau de trains régionaux, dénommé Regionalbahn, qui dessert des villes plus éloignées telles que Bratislava (Slovaquie) ou Znojmo (République tchèque).
Jusqu'au 6 août 2012, la S-Bahn circulait à gauche, comme l'ensemble des trains rattachés aux réseaux Nord, Sud et Est. Seule la ligne S 45, à l'instar des trains de la ligne de l'Ouest, circulait à droite. Depuis le 6 août 2012, l'ensemble du réseau ferré autrichien a été harmonisé sur la circulation à droite.

## Structure du réseau
Les lignes les plus importantes circulent toutes sur un tronçon commun (Stammstrecke) de 13 km dans le centre de Vienne, composé de 10 stations dont Vienne–Floridsdorf (rive gauche du Danube, au nord), Vienne–Praterstern (anciennement Vienne–Nord), celle de Vienne–Centre (Wien–Mitte), la station Rennweg, et les gares de Vienne–Sud (remplacées par la nouvelle gare centrale) et Vienne–Meidling.
Les intervalles dépendent des lignes et du moment de la journée. L'intervalle minimum est de 10 minutes et l'intervalle maximum est de 120 minutes. La superposition des lignes (y compris des trains régionaux) sur certains tronçons (tel que le tronçon commun) permet d'obtenir une excellente desserte avec jusqu'à moins de 3 minutes entre chaque train.
Le 9 décembre 2012, à l'occasion de l'ouverture partielle de la gare centrale de Vienne (Wien Hauptbahnhof), les lignes sont réorganisées.
Jusqu'à cette date, les services circulant sur l'ensemble du tronçon commun ne portaient pas d'indice : celui-ci indiquait la branche que prendrait le train, indépendamment de son origine. À partir de cette date, ils deviennent des lignes à part entière avec un trajet précis. Les indices S 5, S 6, S 9 et S 15 disparaissent et leurs branches respectives sont reprises par les lignes restantes.

### Liste des lignes
| Indice | Ancien trajet                                                     | Trajet depuis décembre 2012 |
| ------ | ----------------------------------------------------------------- | --- |
| S1     | Tronçon commun — Gänserndorf                                      | Reprend la branche S9 jusqu'à Mödling (Wiener Neustadt —) Mödling — Tronçon commun — Gänserndorf                                                            |
| S2     | Tronçon commun — Mistelbach — Laa an der Thaya                    | Reprend intégralement la branche S9 (Laa an der Thaya —) Mistelbach — Tronçon commun — Wiener Neustadt via Mödling                                          |
| S3     | Tronçon commun — Stockerau — Hollabrunn                           | Reprend la branche S5 (Wiener Neustadt via Mödling —) Meidling — Tronçon commun — Stockerau — Hollabrunn / Absdorf–Hippersdorf                              |
| S5     | Tronçon commun — Stockerau — Absdorf–Hippersdorf                  | Indice supprimé, la branche est intégrée à la ligne S3 |
| S6     | Meidling — Wiener Neustadt via Pottendorf                         | Indice supprimé, la branche est intégrée à la ligne S80 |
| S7     | Floridsdorf — Aéroport de Vienne-Schwechat — Wolfsthal            | Floridsdorf — Aéroport de Vienne-Schwechat — Wolfsthal |
| S9     | Tronçon commun — Wiener Neustadt via Mödling                      | Indice supprimé, la branche est intégrée aux lignes S7 et S2                                                                                                |
| S15    | Tronçon commun — Tullnerbach–Pressbaum                            | Indice supprimé, la branche est intégrée à la ligne S60 |
| S40    | Vienne–Franz-Josefs-Bahnhof — Tulln — Sankt Pölten                | Vienne–Franz-Josefs-Bahnhof — Tulln — Sankt Pölten |
| S45    | Hütteldorf — Handelskai                                           | Hütteldorf — Handelskai |
| S50    | (Rekawinkel —) Tullnerbach–Pressbaum — Vienne–Ouest (Westbahnhof) | (Rekawinkel —) Tullnerbach–Pressbaum — Vienne–Ouest (Westbahnhof)                                                                                           |
| S60    | Vienne–Sud (Südbahnhof) – Bruck an der Leitha                     | Reprend les branches S15 et S60 (Rekawinkel — Tullnerbach–Pressbaum) — Hütteldorf — Vienne–Central (Hauptbahnhof) — Bruck an der Leitha (— Neusiedl am See) |
| S80    | Vienne–Sud (Südbahnhof) — Hirschstetten                           | Reprend la branche S6 Wiener Neustadt via Pottendorf — Hirschstetten                                                                                        |

En gras : terminus de la ligne
En (italique) : desserte occasionnelle (moins d'un train par heure)

### Principes de numérotation

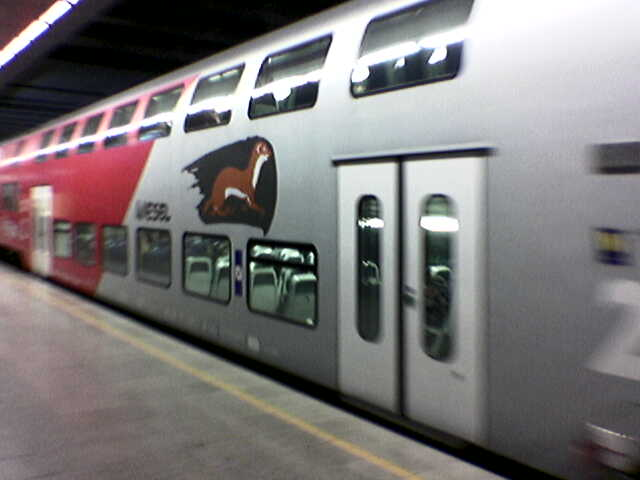
Train régional à Vienne

Les indices à un chiffre indiquent les lignes traversantes, qui circulent sur le tronçon commun (partiellement pour la ligne S 7) et permettent de relier le nord au sud et l'ouest à l'est en traversant Vienne.
Les indices à deux chiffres se terminant par 0 indiquent des lignes contournantes, qui reliaient les différentes régions aux différentes gares de grandes lignes. Les S 60 et S 80 ont été prolongées grâce à l'ouverture partielle de la gare centrale pour remplacer la gare de Vienne-Sud (dans le projet, ces lignes devaient reprendre les indices S 6 et S 8 respectivement) mais elles contournent simplement la ville proprement dite.
Enfin, les indices à deux chiffres se terminant par un 5 indiquent les lignes liantes, qui permet de connecter deux lignes entre elles.